# Totaler Kriegseinsatz der Kulturschaffenden
Totaler Kriegseinsatz der Kulturschaffenden, im Volksmund auch Theatersperre genannt, war eine Verfügung von Joseph Goebbels in seiner Funktion als Reichsbevollmächtiger für den totalen Kriegseinsatz vom 24. August 1944, die am 1. September 1944 in Kraft trat. Diese hatte die Schließung fast aller deutschen und österreichischen Theater und Kulturbetriebe zur Folge.
Künstler, die nicht auf der sogenannten Gottbegnadeten-Liste standen, wurden auch zu kriegswichtigen Tätigkeiten herangezogen. Die Sängerin Anneliese Rothenberger musste beispielsweise nach Schließung des Stadttheaters Koblenz in einer Weißblechdosenfabrik arbeiten.

## Historische Aufarbeitung
Die Theatersperre ist bisher kaum historisch aufgearbeitet:

„Wie über viele Teilbereiche […], so kursieren auch zum Totalen Kriegseinsatz der Kulturschaffenden in der Sekundärliteratur nur wenig Fakten. Der ‚Totale Kriegseinsatz der Kulturschaffenden‘ wurde weder über ein Reichsgesetz, noch über einen im Reichsgesetzblatt veröffentlichten Führerbefehl, noch über einen der zahlreichen nicht im Reichsgesetzblatt verkündeten Führererlasse verkündet.“

## Österreich
Schon am 8. März 1943 ordnete Hitler an: „Die Festspiele in Bayreuth finden in demselben Umfange statt, wie im vergangenen Jahr. […] Die Festspiele in Salzburg finden nicht statt. Dafür sollen Salzburger Theaterwochen veranstaltet werden, bei denen die im Salzburger Gebiet anwesenden Rüstungsarbeiter und Verwundete an den Vorstellungen teilnehmen.“ Nach dem Bombenattentat auf Hitler am 20. Juli 1944 erfolgte neun Tage später die Absage des Salzburger Theater- und Musiksommers auf Grund einer Anordnung von Joseph Goebbels. Dem Dirigenten Clemens Krauss gelang es jedoch, die geplante Uraufführung von Richard Strauss’ Die Liebe der Danae bis zu einer Öffentlichen Generalprobe vor geladenen Gästen zu führen und insgesamt drei Konzerte durchzusetzen.
Die Salzburger Nachrichten berichteten am 25. August von Goebbels „Maßnahmen zur totalen Kriegsführung“ und schreiben explizit: „Sämtliche Theater, Varietés, Kabaretts und Schauspielschulen sind bis zum 1. September 1944 zu schließen.“
Nach Akten der Reichskulturkammer und des Wiener Stadt- und Landesarchivs wurde jedem Kulturbetrieb in Wien eine eigene Stilllegungsverfügung zugestellt. Für die Wiener Symphoniker und die Volksoper gab es einen Stilllegungsbefehl. Nicht betroffen waren das Wiener Konzerthaus und die Wiener Philharmoniker. Diese konnten unter der Leitung von Karl Böhm in den Jahren 1944/45 im Wiener Konzerthaus auftreten. Elisabeth Höngen, von Peter Graef am Klavier begleitet, sang im ungeheizten Mozartsaal auf Liederabenden Werke von Franz Schubert. Das Kabarett Simpl profitierte von seinem Luftschutzkeller und durfte den Betrieb aufrechterhalten, während alle Kulturbetriebe, mit Ausnahme der Berliner Philharmoniker, im deutschsprachigen Raum ihre Tore schließen mussten.